# 奴隷王朝

奴隷王朝
インド・マムルーク朝
سلطنت مملوک

奴隷王朝（どれいおうちょう、英語: Slave Dynasty）またはマムルーク・スルターン朝（ペルシア語: سلطنت مملوک 転写：Sulṭanat Mamluk、英語: Mamluk Sultanate）は、北インドを支配したデリー・スルターン朝最初のテュルク系イスラム王朝（1206年 - 1290年）。首都はデリー。

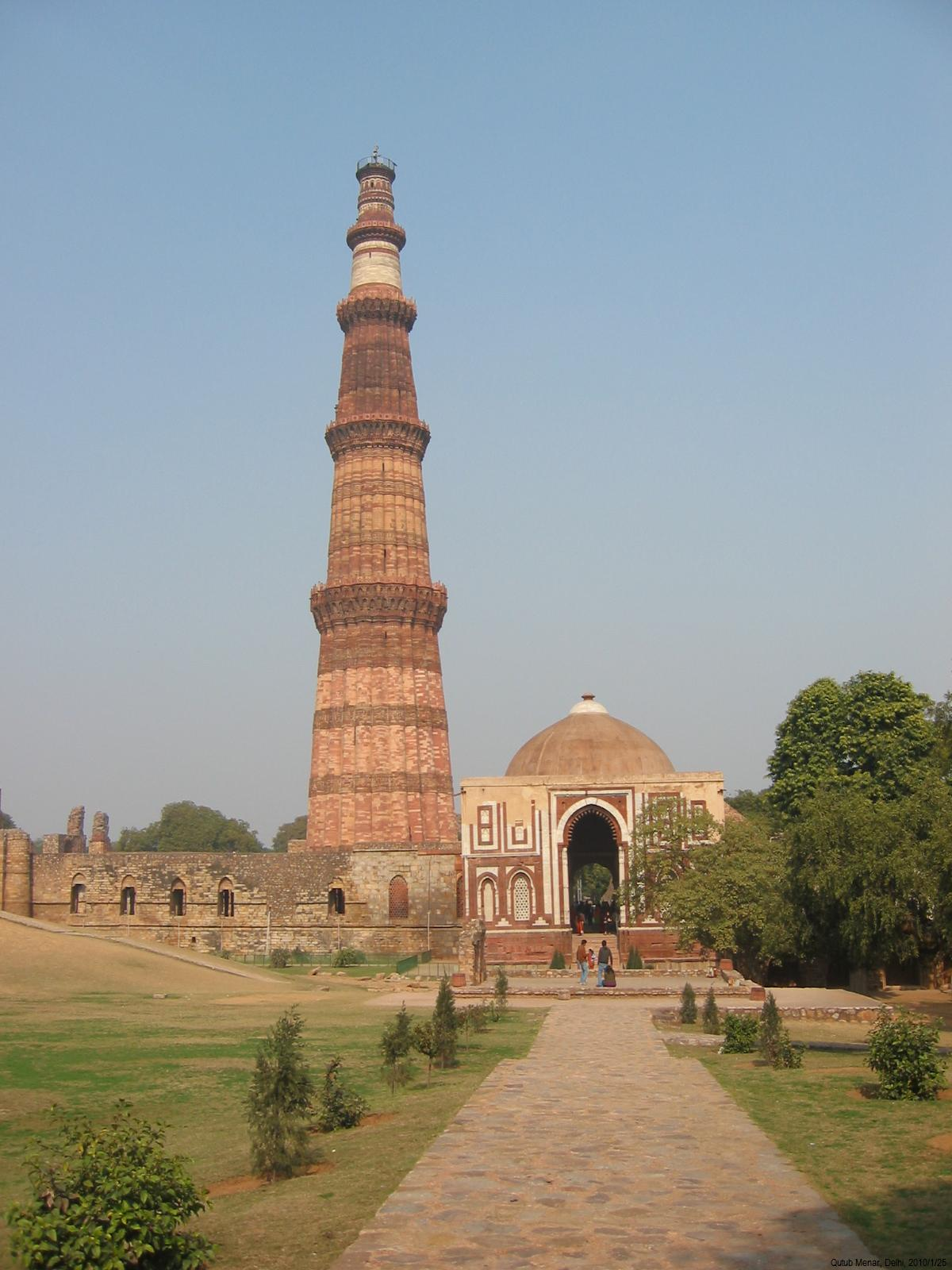
1220年完成のクトゥブ・ミナール

## 概要
クトゥブッディーン・アイバク、シャムスッディーン・イルトゥトゥミシュ、ギヤースッディーン・バルバンという3人の君主（スルターン）の子孫たちが相次いで支配した。いずれもマムルークの出身であり、これを英語では Slave Dynasty と訳し、さらに日本語において奴隷王朝と訳した。
ただし、マムルークを奴隷とするのは適切な訳ではない。マムルークは奴隷ではなく解放奴隷である。イスラーム世界では奴隷を解放する事は善行とされて盛んに行われ、解放された奴隷は元主人の忠実な家来となったため、逆説的に忠実な家来を得るために奴隷を買い求める事が行われた。マムルークもそのひとつであり、騎馬民族がむしろ栄達のために子弟を奴隷商人に売り渡した経歴を持つ。そのため一般的な奴隷とは全く異なる存在である。
奴隷王朝という語では誤解を招くおそれもあるので、同じくマムルーク出身者がエジプト・シリアに立てた王朝がマムルーク朝と呼ばれているのにならって「インドのマムルーク朝 （Mamluk Dynasty of India）」という呼び方も行われている。

## 歴史

### アイバク家
奴隷王朝の初代クトゥブッディーン・アイバクは、ゴール朝のシハーブッディーン・ムハンマド（ムハンマド・ゴーリー）に仕えて北インドの征服事業を委ねられたマムルークの将軍であった。1206年のムハンマドの死後、ゴール朝が後継者争いから解体に向かったときに任地のデリーで自立したアイバクによってゴール朝の北インド領を支配する政権として打ち立てられたのが奴隷王朝である。
アイバクは一代でデリーを中心に北インドに版図を広げ、首都デリーの建設を進めたが、1210年にポロ競技のさなかに死去した。

### イルトゥトゥミシュ家
アイバクの死後、その子のアーラーム・シャーが即位したが、父のマムルークたちを統御する力がなかったために、マムルークの最有力者でアイバクの娘婿であったシャムスッディーン・イルトゥトゥミシュが即位する。
イルトゥトゥミシュは自身の同輩であるアイバクのマムルーク将軍たちを一掃してベンガル・ビハール・パンジャーブまで領有して奴隷王朝の北インド支配を確立した。
またイルトゥトゥミシュは軍事・内政機構の整備やスルターン権力の強化を進め、奴隷王朝を安定政権に発展させることに成功する。イルトゥトゥミシュは元マムルークではあっても、もともと中央ユーラシアのテュルク系遊牧民であるキプチャクの有力部族イルバリーの遊牧貴族であったので、イルトゥトゥミシュの時代に「四十人（チャハルガーニー）」と呼ばれるイルバリー系のテュルク系貴族集団が形成されて、支配層となっていった。
イルトゥトゥミシュはこうして絶大な君主権を背景にスルターン位の世襲制を実現したが、自らの後継者に人材を得ないことに悩み、娘のラズィーヤを王位に即けることを決めた。
はじめ貴族やウラマーたちは女王ならば傀儡にできると考えて、イスラーム世界では異例の女王の誕生を容認したが、ラズィーヤはきわめて優れた政治家で自ら権力を握る意欲を見せたために、イルトゥトゥミシュの死後、スルターンと貴族たちとの争いが深まった。

### バルバン家
1240年にラズィーヤが最終的に位を追われたあと、実権のないイルトゥトゥミシュの息子たちが次々に担ぎ出されるが、1266年にイルトゥトゥミシュのマムルーク出身の有力貴族ギヤースッディーン・バルバンが自らスルターン位に就き、イルトゥトゥミシュ家から王位を奪った。
即位後もバルバンは貴族の第一人者としてふるまいつつ、軍制を改革して当時アフガニスタンに駐屯して頻繁にインドに侵入してきていたモンゴル軍（モンゴルのインド侵攻）を防ぐ一方、スパイ網を整備したり、スルターンの神聖化に務めるなど、君主権の更なる強化を推し進めた。
しかし、1287年にバルバンが死ぬと、貴族たちの推挙によって、まだ20歳前後の孫ムイズッディーン・カイクバードがデリーで即位した。年若いスルターンは貴族たちを抑える力がなく、再び君主権が弱まったので、党争や内乱が激化して奴隷王朝の屋台骨を揺るがした。
また、テュルク系の貴族ばかりが政権の中枢を担うことに対し、非テュルク系や、テュルク系ながら他系統の民族の混血として扱われていたハルジー族の人々の不満が高まっていた。中央での出世を諦めたハルジーや非テュルク系の人々はベンガル・ビハール・パンジャーブなどの辺境で兵士として活躍しつつ、次第に軍隊に浸透していた。
このような状況を背景に台頭したハルジー族の長ジャラールッディーン・ハルジーは、1290年にカイクバードを殺害、自らスルターンに即位してハルジー朝を開き、奴隷王朝は滅亡した。

## 歴代君主
1. クトゥブッディーン・アイバク（在位：1206年 - 1210年）
2. アーラーム・シャー （在位：1210年 - 1211年） - アイバクの子
3. シャムスッディーン・イルトゥトゥミシュ（在位：1211年 - 1236年） - アイバクの娘婿
4. ルクヌッディーン・フィールーズ・シャー（在位：1236年） - イルトゥトゥミシュの子
5. ラズィーヤ（在位：1236年 - 1240年） - イルトゥトゥミシュの子
6. ムイズッディーン・バフラーム・シャー（在位：1240年 - 1242年） - イルトゥトゥミシュの子
7. アラー・ウッディーン・マスウード・シャー（在位：1242年 - 1246年） - フィールーズ・シャーの子
8. ナーシルッディーン・マフムード・シャー（在位：1246年 - 1266年） - イルトゥトゥミシュの子
9. ギヤースッディーン・バルバン（在位：1266年 - 1287年）
10. ムイズッディーン・カイクバード（在位：1287年 - 1290年） - バルバンの孫
11. シャムスッディーン・カユーマルス（在位：1290年） - カイクバードの子